# Ernst Mittelbach

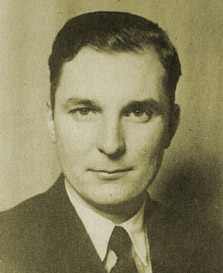
Ernst Mittelbach

Ernst Friedrich Ludwig Mittelbach (* 31. Dezember 1903 in Hamburg; † 26. Juni 1944 ebenda) war ein deutscher Gewerbelehrer in Hamburg und Widerstandskämpfer gegen den Nationalsozialismus. Er wurde wegen seiner Ablehnung gegenüber dem Nationalsozialismus hingerichtet.

## Leben
Ernst Mittelbach wuchs als ältester Sohn von insgesamt fünf Kindern auf. Von 1932 bis 1935 wohnte er in der Rübenhofstraße 26, dann Langestraße 26, von 1937 bis 1938 in der Moorreye 94 in Hamburg-Langenhorn, wo ein Stolperstein für seinen Bruder Walter Mittelbach verlegt wurde, und später in der Wellingsbütteler Landstraße 186 in Klein-Borstel.
Nach der staatlichen Prüfung zum Gewerbelehrer 1934 arbeitete er zunächst als Konstrukteur beim Ottensener Eisenwerk, wo er am 11. Januar 1935 fristlos wegen „der Betriebsgemeinschaft schädigendem Verhaltens“ entlassen wurde. Er war gegen eine geschlossene Teilnahme der Belegschaft an der nationalsozialistischen Totengedenkfeier am 9. November 1935 eingetreten.
Seitdem arbeitete Mittelbach als Lehrer an der Gewerbeschule IX für Kraftfahrzeug- und Flugzeugtechnik in Hamburg, wo er 1936 den  Kommunisten Heinz Priess (1920–1945) als seinen Schüler kennenlernte. Die beiden verband eine persönliche Freundschaft und die klare Ablehnung des Nationalsozialismus.
Am 7. Oktober 1938 heiratete er die Engländerin Katie Davis und zog mit ihr in das neu erbaute Haus in der Wellingsbütteler Landstraße 186. Im Juli des darauf folgenden Jahres wurde ihre einzige Tochter Margret geboren.
Als Lehrer wurde Mittelbach mehrfach durch den Schulrat wegen seiner Nichtmitgliedschaft zur „NSDAP“ angesprochen. Mittelbach wies das Ansinnen zurück und bezog sich dabei auf ein Schreiben der Schulbehörde, dass kein „Druck auf die Beamten, Angestellten und Arbeiter zum Beitritt in die NSDAP ausgeübt werden soll und dass keinem durch seinen Nichteintritt Nachteile erwachsen werden“.
Am 20. Oktober 1942 wurde Ernst Mittelbach verhaftet, denn „er gefährdet nach dem Ergebnis der staatspolizeilichen Feststellungen durch sein Verhalten den Bestand und die Sicherheit des Volkes und Staates, indem er sich für die illegale KPD hochverräterisch betätigt.“

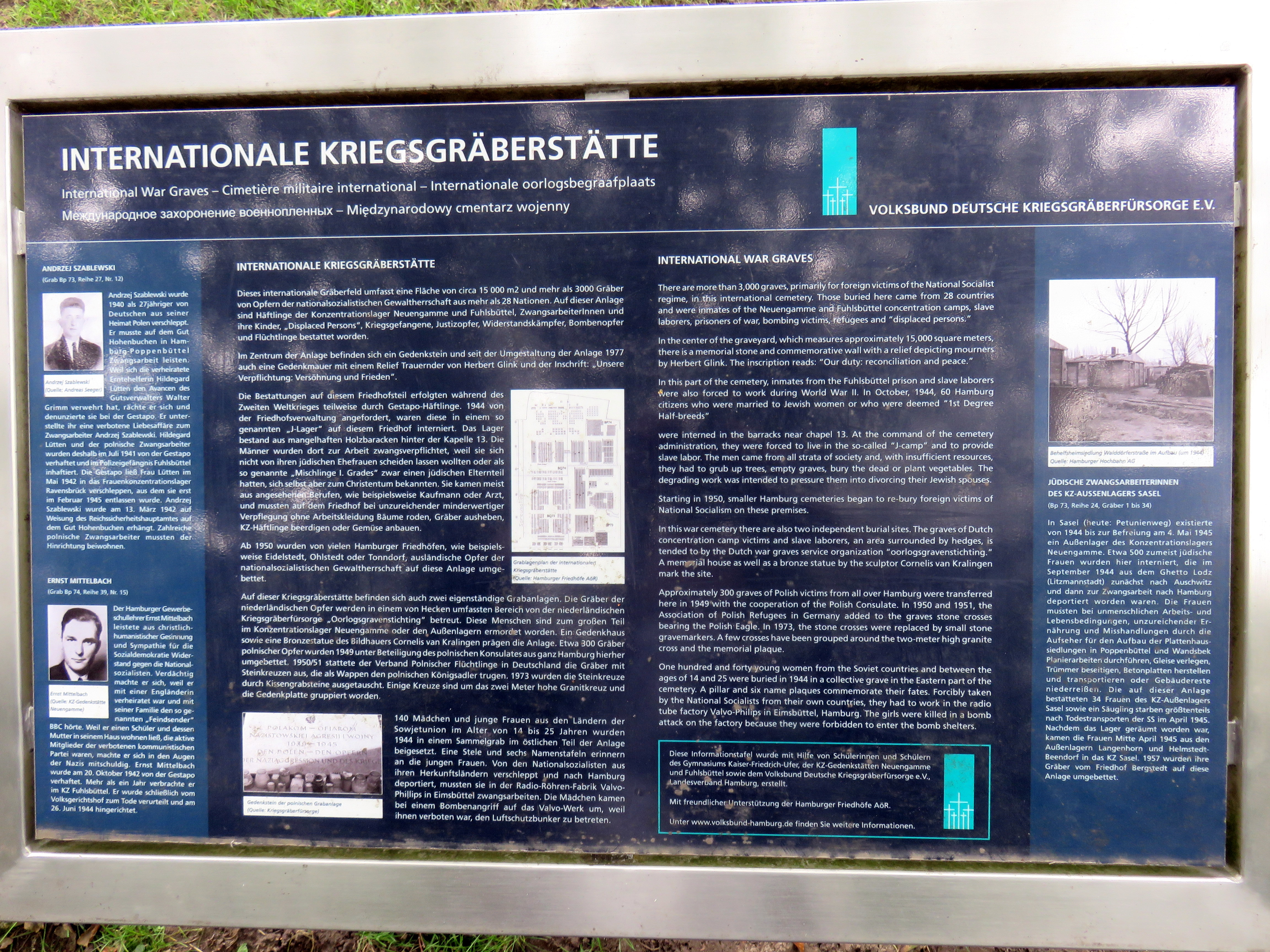
Gedenktafel mit Grablage

Gemäß Anklageschrift des Volksgerichtshofes vom 31. Januar 1944 „hat (er) sich in erheblichem Maße mit Kommunisten eingelassen … in seinem Hause verkehrte häufig der Kommunist Heinz Priess … nahm Mutter des Priess in sein Haus auf … traf sich mit illegalem Kommunisten Reincke, stellte Priess Geld zur Verfügung … hörte Feindsender.“
Auch wenn die Dokumente der Gestapo und des Volksgerichtshofes sowie seine Freundschaft zu Heinz Priess es nahelegen, war Mittelbach nie Kommunist und lehnte die kommunistische Ideologie ab. Ernst Mittelbachs passiver Widerstand gegen den Nationalsozialismus war christlich-humanistisch und aus seiner Sympathie mit der Sozialdemokratie begründet.
Ernst Mittelbach wurde am 26. Juni 1944 in der Untersuchungshaftanstalt Hamburg am Holstenglacis hingerichtet und auf dem Ohlsdorfer Friedhof beigesetzt.

## Ehrungen

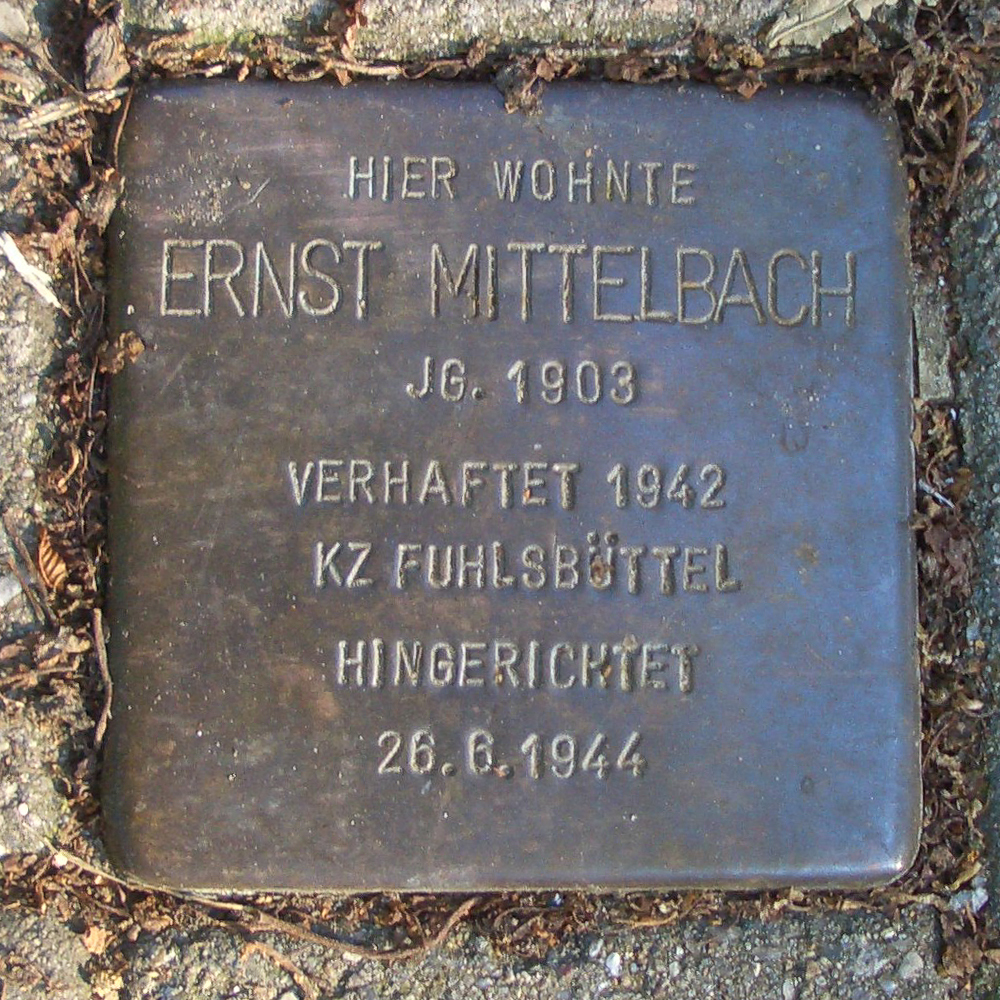
Stolperstein für Ernst Mittelbach vor dem Haus Wellingsbütteler Landstraße 186 in Ohlsdorf.

Der Ortsausschuss Niendorf empfahl am 22. Juni 1981 der Bezirksversammlung hinsichtlich der Benennung von Verkehrsflächen im Bebauungsplangebiet Niendorf 37, sich dafür auszusprechen, 11 Straßen nach Personen zu benennen, die im Widerstand gegen das Dritte Reich ihr Leben gelassen hatten. „Die Bezirksversammlung hält eine solche Motivgruppe in diesem geschlossenen Neubaugebiet, in dem ca. 950 Wohnungen überwiegend für junge Familien entstehen, für besonders geeignet.“ Die Benennung der Straßen, auch des Ernst-Mittelbach-Rings, erfolgte am 30. Oktober 1982. Am 31. Oktober 1984 fand am Gymnasium Ohmoor eine Gedenkfeier für die elf Widerstandskämpfer statt, nach denen die Straßen im Neubaugebiet Niendorf-Nord benannt wurden.
Am 22. April 1987 wurde eine Namenstafel am Mahnmal Tisch mit 12 Stühlen zu Ehren der Widerstandskämpfer in Hamburg-Niendorf angebracht. Am 14. Februar 1992 erhält die Staatliche Gewerbeschule Fertigungs- und Flugzeugtechnik (G15) den Namenszusatz Ernst Mittelbach. Am 24. Mai 1993 erfolgte anlässlich dieser Verleihung des Namenszusatzes eine Gedenkfeier der nunmehr Staatlichen Gewerbeschule Fertigungs- und Flugzeugtechnik – Ernst Mittelbach. Mittlerweile wurde der Name der Schule in Berufliche Schule Gesundheit Luftfahrt Technik (GELUTEC) (BS10) geändert.
Am 11. Oktober 2006 fand die Einweihung der Stolpersteine vor der Ernst-Mittelbach-Gewerbeschule und in der Wellingsbütteler Landstraße 186 statt. Am 12. November 2024 folgte ein dritter Stein vor dem Untersuchungsgefängnis in Hamburg-Neustadt.